# Laux Maler
Laux Maler, auch Lucas Maller (* 1485; † 5. Juli 1552 ?) ist einer der frühesten Lautenbauer, von dem Instrumente erhalten sind.
Malers Familie stammte aus Füssen, das ein bedeutendes Zentrum des Lauten- und Geigenbauss war. Sigismund Maler, vermutlich sein Vater, wird schon 1460 als Lautenbauer in Bologna erwähnt. Erste Renaissancelauten aus Laux Malers Werkstatt sind aus dem Jahr 1520 überliefert. Sie zeigen die klassische Birnenform, wie sie für das folgende Jahrhundert in Europa üblich war. Das Germanische Nationalmuseum und das Tschechische Museum für Musik (České muzeum hudby) in Prag verfügen über erhaltene Lauten Malers. Viele Renaissancelauten aus der Bologneser Werkstatt Laux Malers, die von 1520 bis 1558 urkundlich erwähnt ist, wurden allerdings im 17. Jahrhundert aufgekauft und v. a. in Frankreich zu Barocklauten (insbesondere mit zusätzlichem Hals für Basssaiten) umgebaut.